# Stop and Smell the Roses
Stop and Smell the Roses é o oitavo álbum de estúdio de Ringo Starr, lançado em 1981, após os desastres comerciais de Ringo the 4th (1977) e Bad Boy (1978).

## Faixas
1. "Private Property" (Paul McCartney/Richard Starkey) – 2:44
2. "Wrack My Brain" (George Harrison/Starkey) – 2:21
3. "Drumming Is My Madness" (Harry Nilsson/Starkey) – 3:29
4. "Attention" (Paul McCartney/Starkey) – 3:20
5. "Stop And Take The Time To Smell The Roses" (Harry Nilsson, Richard Starkey) – 3:08
6. "Dead Giveaway" (Richard Starkey, Ronnie Wood) – 4:28
7. "You Belong to Me" (Pee Wee King/Redd Stewart/Chilton Price) – 2:09
8. "Sure to Fal" (Carl Perkins/Starkey) – 3:42
9. "You've Got A Nice Way" (Richard Starkey) – 3:33
10. "Back Off Boogaloo" (Richard Starkey) – 3:16
11. "Wake Up" (Richard Starkey) – 3:45 (bonus)
12. "Red And Black Blues" (Richard Starkey) – 3:20 (bonus)
13. "Brandy" (Joseph B. Jefferson/Starkey) – 4:08 (bonus)
14. "Stop And Take The Time To Smell The Roses" (Richard Starkey) – 3:09 (bonus)
15. "You Can't Fight Lightning" (Richard Starkey) – 5:41 (bonus)
16. "Hand Gun Promos" (Richard Starkey) – 2:03 (bonus)